# Liste der Baudenkmäler in Bilk
Die Liste der Baudenkmäler in Bilk enthält die denkmalgeschützten Bauwerke auf dem Gebiet von Düsseldorf-Bilk, Stadtbezirk 3, in Nordrhein-Westfalen. Diese Baudenkmäler sind in der Denkmalliste der Stadt Düsseldorf eingetragen; Grundlage für die Aufnahme ist das Denkmalschutzgesetz Nordrhein-Westfalen (DSchG NRW).

## Baudenkmäler
| Bild                                  | Bezeichnung                           | Lage | Beschreibung | Bauzeit         | Eingetragen seit   | Denkmal- nummer |
| ------------------------------------- | ------------------------------------- | --- | --- | --------------- | ------------------ | --------------- |
| weitere Bilder                        | Schule                                | Aachener Straße 39a Karte                                                                                              | | 1904–1905       | 16. Dezember 1986  | A 1014          |
| weitere Bilder                        | Hochbunker                            | Aachener Straße 39 Karte                                                                                               | Architekt des Hochbunkers im Zweiten Weltkrieg war Carl Krieger (1875–1957). 2013 sollte der Bunker abgerissen werden, ein Investor hatte den Bunker 2009 gekauft und wollte Wohnungen bauen. Die Bürgerinitiative Bilk rettete den Hochbunker mit Erfolg, er kam 2014 unter Denkmalschutz und wurde 2016 an den heutigen Eigentümer „Küssdenfrosch“ verkauft. Schon 1995 war das große Wandbild „Zeitreisende“ unter der Leitung von Klaus Klinger (Künstlerkollektiv Farbfieber e. V.) gemalt worden. Es symbolisiert das fragile Zusammenleben verschiedener Kulturen in einer gemeinsamen Welt. Der Projektentwickler „Küssdenfrosch“ erarbeitete ein vielschichtiges Kunst- und Kulturkonzept. Auf den Bilker Bunker wurden fünf Kuben mit Wohnflächen zwischen 97 und 164 m² gesetzt, die heute in Privateigentum sind. Seit 2023 ist der Bilker Bunker eine Kunst-Location. Im 2. UG befinden sich sogenannte Multiräume, anmietbare Flächen für Freizeit und Kreativität. Die Musikbar „Schleuse Zwei“ ist im 1. UG. Erdgeschoss und 1. OG sind Ausstellungsfläche und Shop, 2. OG Fahrradgarage, 3. und 4. OG stehen zur Miete von Showrooms für Fashion, Design und Lifestyle zur Verfügung, 5. und 6. OG der Neubau mit Wohnkuben. | 1942–1944       | 10. Oktober 2014   | A 1642          |
|                                       |                                       | Aachener Straße 112–124, Karl-Schurz-Straße 2–6, 15–23, Kinkelstraße 1–15, Kopernikusstraße 1a, 5, Südring 47–53 Karte | Wohn- und Siedlungsbauten 1920er Jahre. | 1926            | 25. März 1994      | A 1285          |
| Straßenbahndepot                      | Straßenbahndepot                      | Am Steinberg 35 Karte                                                                                                  | | 1911            | 26. April 1996     | A 1392          |
| weitere Bilder                        | Friedhofsanlage mit Gebäuden          | Am Südfriedhof 14–16 Karte                                                                                             | | 1905            | 4. März 1986       | A 971           |
| Mausoleum Thüsch (heute Schneeberger) | Mausoleum Thüsch (heute Schneeberger) | Am Südfriedhof 14–16 Karte                                                                                             | Das Bauwerk auf dem Feld 16 des Südfriedhofs, erbaut von Johann Rittmeyer, Bildhauer und Grabdekorationenfabrikant mit Ateliers am Süd- und Nordfriedhof, erinnert an den Typus Prostylos, einen kleinen griechischen Tempel. Das einzige Mausoleum auf dem Südfriedhof war ursprünglich für die Familie Thüsch errichtet worden. Seit 1990 ist das Mausoleum in Patenschaft der Sinti-Familie Schneeberger und seit 1993 Ruhestätte von Fürst Stanislaus. | ca. 1905        | 19. April 1993     | A 1258          |
| weitere Bilder                        |                                       | Birkenhof 20a Karte | Wohnhäuser 18. Jahrhundert, Fachwerk | ca. 17./18. Jh. | 30. November 1984  | A 785           |
|                                       |                                       | Burghofstraße 70, 72, 74, 76 Karte                                                                                     | | 1927–1928       | 16. Juni 1983      | A 375           |
| weitere Bilder                        | Nothelferkapelle                      | Christophstraße 2a Karte                                                                                               | | 1734            | 2. Juni 1995       | A 1353          |
| Schule                                | Schule                                | Fleher Straße 70, Im Dahlacker Karte                                                                                   | | 1956–1958       | 9. Juni 1997       | A 1420          |
| ehem. Garnisonslazarett               | ehem. Garnisonslazarett               | Färberstraße 136 Karte                                                                                                 | erbaut unter Landesbaurat Clemens Guinbert (1826–1900) | 1874–1880       | 4. Dezember 1990   | A 1221          |
|                                       |                                       | Germaniastraße 16 Karte                                                                                                | Wohn- und Siedlungsbauten des Übergangsstils (Werkbund); Architekt: Heinrich Vehling (1868–1944). | 1903–1904       | 25. November 1982  | A 280           |
|                                       |                                       | Germaniastraße 39 Karte                                                                                                | Wohn- und Siedlungsbauten der Neurenaissance | 1900            | 15. Februar 1983   | A 312           |
| Wohnhaus                              | Wohnhaus                              | Germaniastraße 41 Karte                                                                                                | Wohn- und Siedlungsbauten, Jugendstil. Architekt: Heinrich Vehling (1868–1944). | 1900            | 15. Februar 1983   | A 313           |
|                                       |                                       | Henriettenstraße 2–14, Burghofstraße 60b, 62 Karte                                                                     | Wohn- und Siedlungsbauten der Zwanziger Jahre | 1927–1928       | 16. Juni 1983      | A 374           |
| Jagenberg (Salzmannbau)               | Jagenberg (Salzmannbau)               | Himmelgeister Straße 107, 107a–f, 107h Karte                                                                           | Technische Denkmäler, Eisen-, Stahl- und Metallerzeugung und -verarbeitung | 1904 und 1928   | 14. Februar 1985   | A 851           |
| weitere Bilder                        | „Haus Himmelgeist“, Gebäude 18.13     | Himmelgeister Straße 152 Karte                                                                                         | Das ehemalige Pflegeheim „Haus Himmelgeist“ wurde unter Stadtbaumeister Carl Pfeiffhoven auf dem Gelände der Städtische Krankenanstalten Düsseldorf erbaut. Ende des Zweiten Weltkrieges wurde die Westdeutsche Kieferklinik in den Südflügel des „Hauses Himmelgeist“ verlegt. Heute befindet sich hier das Zentrum für Zahn-, Mund- und Kieferheilkunde (UKD-Gebäude 18.13). | 1904 ff.        | 13. Januar 1988    | A 1096          |
|                                       |                                       | Karolingerstraße 28–34, Henriettenstraße 5–9 mit Hofhaus Karte                                                         | Architekt Otto Engler | 1927–1928       | 16. Juni 1983      | A 378           |
| weitere Bilder                        |                                       | Karolingerstraße 33–37, Merkurstraße 1, 1a, Planetenstraße 2, 2a Karte                                                 | Gemeinnütziger Wohnungsbau (Baublock in Backstein) Ende der 1920er Jahre für den Arbeiterbauverein „Freiheit“. Architekt Fritz Hofmeister (1869–1941) | 1927–1928       | 9. Februar 1984    | A 534           |
| weitere Bilder                        |                                       | Merowingerstraße 103 Karte                                                                                             | Architekt: Paul Steinebach | 1955–1956       | 2. September 2016  | A 1659          |
| weitere Bilder                        | Lutherkirche                          | Kopernikusstraße 9, 9a, 9b, 9c Karte                                                                                   | | 1925–1927       | 12. Juni 1984      | A 632           |
| weitere Bilder                        | Schulgebäude                          | Martinstraße 56 Karte                                                                                                  | Die Schule in Bilk nebst Garten wurde 1865 bis 1867 von der Stadt erbaut. Um 1875 befand sich hier die Knaben- und Mädchenschule zu Bilk, genannt „Bilker Schule“. Heute befindet sich hier der Eingang zum „Berufskolleg Bachstraße“, Städtische Schule für Wirtschaft mit Wirtschaftsgymnasium – Sekundarstufe II. | 1865–1867       | 21. März 2000      | A 1486          |
| weitere Bilder                        | Alt St. Martin                        | Martinstraße 72 Karte                                                                                                  | | Ende 12. Jh.    | 22. November 1982  | A 268           |
| weitere Bilder                        | St. Bonifatius                        | Max-Brandts-Straße 1–3 Karte                                                                                           | | 1927, 1955–1957 | 26. September 1997 | A 1423          |
|                                       |                                       | Merkurstraße 22, 24, 26 Karte                                                                                          | | 1925–1926       | 23. Juni 1983      | A 380           |
| Gebäude 11.70 (Druckerei)             | Gebäude 11.70 (Druckerei)             | Moorenstraße 5 Karte                                                                                                   | Gebäude auf dem Gelände des Universitätsklinikum Düsseldorf, erbaut für die „Allgemeine städtischen Krankenanstalten und die Düsseldorfer Akademie für praktische Medizin“. | 1906            | 13. Januar 1988    | A 1097          |
| Gebäude 11.75                         | Gebäude 11.75                         | Moorenstraße 5 Karte                                                                                                   | Gebäude auf dem Gelände des Universitätsklinikum Düsseldorf, erbaut für die „Allgemeine städtischen Krankenanstalten und die Düsseldorfer Akademie für praktische Medizin“. | 1904            | 13. Januar 1988    | A 1098          |
| Gebäude 13.79 (Heilig-Geist-Kapelle)  | Gebäude 13.79 (Heilig-Geist-Kapelle)  | Moorenstraße 5 Karte                                                                                                   | Kapelle auf dem Gelände des Universitätsklinikum Düsseldorf, erbaut für die „Allgemeine städtischen Krankenanstalten und die Düsseldorfer Akademie für praktische Medizin“. | 1906            | 13. Januar 1988    | A 1099          |
| Gebäude 14.70 (Personalverwaltung)    | Gebäude 14.70 (Personalverwaltung)    | Moorenstraße 5 Karte                                                                                                   | Gebäude auf dem Gelände des Universitätsklinikum Düsseldorf, erbaut für die „Allgemeine städtischen Krankenanstalten und die Düsseldorfer Akademie für praktische Medizin“. | 1906            | 13. Januar 1988    | A 1100          |
| Schloßmann-Denkmal                    | Schloßmann-Denkmal                    | Moorenstraße 5 Karte                                                                                                   | Denkmal zu Ehren Arthur Schloßmann, Bildhauer Ernst Gottschalk. | 1933            | 20. Mai 1992       | A 1235          |
| weitere Bilder                        | Albert-Mooren-Brunnen                 | Moorenstraße o. Nr. Karte                                                                                              | | 1910            | 21. September 1995 | A 1377          |
| weitere Bilder                        | Obstwiese, Schulgarten Räuscherweg 40 | Räuscherweg o. Nr. und Nr. 40 Karte                                                                                    | Gartenanlagen. Architekten: Fritz Becker und Erich Kutzner (Bauten), Chr. Steinmeyer | 1913, 1922–1923 | 20. August 1997    | A 1413          |
| weitere Bilder                        | St. Suitbertus                        | Suitbertusplatz 1 Karte                                                                                                | | 1905–1906       | 1. März 1994       | A 1283          |
|                                       |                                       | Suitbertusstraße 38–50, Planetenstraße 1–11, 4–10 Karte                                                                | | 1927            | 18. Mai 1994       | A 1314          |
|                                       |                                       | Suitbertusstraße 53–61, Merkurstraße 11–21 Karte                                                                       | | 1928–1929       | 18. Mai 1994       | A 1313          |
|                                       |                                       | Suitbertusstraße 77–79, Merkurstraße 18–20 Karte                                                                       | | 1927            | 8. Juni 1983       | A 370           |
|                                       |                                       | Suitbertusstraße 193a Karte                                                                                            | Architekt: Heinrich Vehling (1868–1944) | 1909            | 5. Mai 1994        | A 1300          |
| Wohnhaus                              | Wohnhaus                              | Varnhagenstraße 38 Karte                                                                                               | | 1966–1967       | 30. Oktober 1998   | A 1452          |
| Ehemaliges Säuglingsheim              | Ehemaliges Säuglingsheim              | Witzelstraße 150, 150a (vormals Werstenerstraße) Karte                                                                 | Das Säuglingsheim wurde in 1908 nach Plänen des Architekten Walter Furthmann für den von Arthur Schloßmann gegründeten „Vereins für Säuglingsfürsorge“, mit Maria Baum als Geschäftsführerin, erbaut. In den 1920er Jahren wurde der Gebäudekomplex ein Wohnheim der Schwesternschaft vom Roten Kreuz Düsseldorf. Der Sitz der Schwesternschaft war zugleich im „Pflegerinnenheim des Düsseldorfer Frauenvereins“ in der Moorenstraße 48. Mitte 2000 wurde der Gebäudekomplex, dem Gelände der Uni-Klinik direkt gegenüberliegend und mit der Rückseite zum Düsseldorfer Volksgarten, einem ehemaligen Teil des Unterbilker Friedhofs, auch bekannt unter der Bezeichnung „Villa Greif“, der Name eines Unternehmens für An- und Verkauf, Verwalten und Vermieten von Grundstücken, Häusern und Wohnungen. | 1908            | 15. September 1992 | A 1240          |

## Ehemalige Baudenkmäler
| Bild           | Bezeichnung           | Lage                  | Beschreibung | Bauzeit | Eingetragen seit | Denkmal- nummer |
| -------------- | --------------------- | --------------------- | ------------ | ------- | ---------------- | --------------- |
| weitere Bilder | Ehemaliges Baudenkmal | Merkurstraße 1b Karte |              | 1927    | 9. Februar 1984  | 535             |